# Diceratella sahariana
Diceratella sahariana är en korsblommig växtart som beskrevs av R. Corti. Diceratella sahariana ingår i släktet Diceratella och familjen korsblommiga växter. Inga underarter finns listade i Catalogue of Life.